# Посольство України в Ефіопії
Посольство України в Федеративній Демократичній Республіці Ефіопія — дипломатична місія України в Ефіопії, знаходиться в місті Аддис-Абеба.

## Завдання посольства
Основне завдання Посольства України в Аддис-Абебі представляти інтереси України, сприяти розвиткові політичних, економічних, культурних, наукових та інших зв'язків, а також захищати права та інтереси громадян і юридичних осіб України, які перебувають на території Ефіопії. Зона відповідальності — Республіка Уганда, Республіка Джибуті, Республіка Сейшельські Острови.
Посольство сприяє розвиткові міждержавних відносин між Україною і Ефіопією на всіх рівнях, з метою забезпечення гармонійного розвитку взаємних відносин, а також співробітництва з питань, що становлять взаємний інтерес.

## Історія дипломатичних відносин
Федеративна Демократична Республіка Ефіопія визнала незалежність України 2 січня 1992 року. Дипломатичні відносини між Україною і Ефіопією встановлені 1 квітня 1993 року.. У 2016 році Україна отримала статус спостерігача при Африканському Союзі. 22 червня 2016 року тимчасовий повірений у справах України в Ефіопії Михайло Кириченко вручив акредитаційного листа голові комісії Африканського Союзу Нкосазані Дламіні-Зумі.

## Керівники дипломатичної місії
1. Рибак Олексій Миколайович (2000—2004)
2. Дем'яненко Владислав Олексійович (2005—2009)
3. Буравченков Олександр Володимирович (2009—2015)
4. Кириченко Михайло Олександрович (2015—2020)
5. Маринець Анатолій Петрович (23.02.2020 — 30.11.2020) т.п.
6. Босак Олександр Олександрович (01.12.2020 — 30.04.2021) т.п.[3]
7. Зуб Олександр Олександрович (з 01.05.2021) т.п.[4]